# تجديد الوجه القحفي
```
يشير مصطلح 
تجديد الوجه القحفي
 إلى العمليات الحيوية التي تُمكّن 
الجمجمة
 والوجه من التعافي بعد التعرض لتشوّهات خلقية أو إصابات في منطقة الرأس والوجه. تشمل هذه العمليات آليات التئام العظام، 
والتجديد الخلوي
، والتفاعل بين الأنسجة المختلفة في منطقة القحف والوجه، مع تطبيقات سريرية في مجالات مثل جراحة الوجه والفكين، وعلاج العيوب الخلقية. وتُعد هذه العمليات جزءًا من آليات الشفاء العظمي العام، ويجدر التمييز بينها وبين عمليات ترميم الأسنان التي تتبع مسارات بيولوجية مغايرة.
[
1
]
[
2
]
```

## وظيفة
يُعتبر الانتعاش القحفي الوجهي ضروريًا بعد حدوث إصابة في أنسجة الوجه. قد يحدث هذا أثناء التدخلات الجراحية التي يقوم خلالها الأطباء بفصل أو تعديل عظام الوجه لعلاج التشوهات القحفية الوجهيّة، مثل الشق الخلقي (Cleft lip and palate)، ومتلازمة أبرت (Apert syndrome)، ومتلازمة تريشر كولينز (Treacher Collins syndrome)، ونقص الأسنان (Oligodontia)، والكيروبيزم (Cherubism)، ومتلازمة كروزون (Crouzon syndrome)، ومتلازمة فايفر (Pfeiffer syndrome)، وتعظم الدروز القحفي (Craniosynostosis)، أو متلازمة جولدنهر (Goldenhar syndrome). كما تشمل تطبيقات أخرى إصلاح عيوب خلقية مثل فرط التوسع بين العينين (Hypertelorism)، وجراحات الوجه والفكين، وتصحيح الشقوق القحفية النادرة، أو إزالة الأورام. ويكون الانتعاش القحفي الوجهي ضروريًا أيضًا عقب الإصابات الناجمة عن الحوادث، وخاصة حوادث السيارات.
تُعد العيوب القحفية الوجهيّة أكثر شيوعًا كمشاكل خلقية، حيث يقدر انتشارها بواحد من بين كل 700 ولادة حية، أي حوالي 270,000 حالة سنويًا.
تشمل الإجراءات العلاجية الشائعة عمليات جراحية داخل الجمجمة (مثل توسيع الجمجمة لإفساح المجال لنمو الدماغ)، وجراحات الشق الحلقي (Cleft palate repair)، وجراحات الشق الشفوي (Cleft lip repair).
غالبية المرضى الذين يعانون من هذه التشوهات القحفية الوجهيّة يتمتعون بحياة طبيعية من حيث العمر المتوقع، إلا أن الأعراض المرتبطة بهذه التشوهات قد تستمر مدى الحياة، وتشمل التشوهات الشكلية في عظام الرأس، وصعوبات في الوظائف المرتبطة بالقحف مثل التنفس، والسمع، والبلع، والكلام، أو حتى الشلل الوجهي.

## البحث والسياق التاريخي
خلال سبعينيات القرن العشرين، اكتشف A. J. Friedenstein الخلايا الجذعية الوسيطة من نخاع العظم (mesenchymal stem cells) التي تتمتع بقدرة على التمايز إلى أنواع متعددة من الأنسجة مثل العظام والغضاريف والدهون. هذا الاكتشاف كان نقطة انطلاق لبحوث متقدمة حول استخدام تلك الخلايا في تجديد الأنسجة القحفية الوجهية، خاصة من مصادر مثل الأنسجة الفموية والوجهيّة، إلى جانب استخدام هيدروجيل الألجينات المزود بعوامل نمو عصبية لنقل الخلايا إلى مناطق الإصابة وتحفيز الشفاء.
رغم قلة الدراسات السريرية الخاصة بالعلاج بالخلايا الجذعية في العيوب القحفية الوجهية، نجحت الأبحاث في تحديد عدة أنواع من الخلايا السلفية القادرة على التمايز إلى أنسجة القحف والوجه، منها الخلايا الجذعية الوسيطة من نخاع العظم (BM‑MSCs)، والخلايا الجذعية المستخلصة من الأنسجة الدهنية (ADSCs)، والخلايا العضلية الساتلية، والخلايا الجذعية لرباط اللثة، وخلايا لب الأسنان اللبنية (SHED)، وقد أظهرت بعضها إمكانيات واعدة لإصلاح هياكل الجمجمة والوجه.
في عام 1994، أُظهرت قدرة BM‑MSCs على التمايز إلى خلايا شبيهة بالبانيات العظمية عند زراعتها في وسط يحتوي على ديكساميثازون، وحمض الأسكوربيك 2‑فوسفات، والفوسفات غير العضوي. ومع ذلك، لوحظ أن ما يزيد قليلًا على نصف فئران الاختبار نجحت في إنتاج بنية عظمية عند زراعتها in vivo، فيما أثبتت هذه الخلايا فعالية متزايدة في نماذج حيوانية تشمل الفئران والكلاب والخراف.
عام 2014، أجرى George K. Sándor تجربة سريرية صغيرة على 13 مريضًا يعانون من عيوب قحفية وجهية باستخدام خلايا جذعية مأخوذة من الأنسجة الدهنية مزروعة على سقالات من الزجاج الحيوي أو سقالات β‑TCP ثلاثية الأبعاد. شهد هذا البحث اندماجًا ناجحًا للخلايا والسقالات في 10 من أصل 13 مريضًا، مما ساعد على ترميم العظام بفعالية.
في عام 2017، قدَّم المعهد الوطني لأبحاث الأسنان والقحف الوجهي (NIDCR) دعمًا ماليًا بقيمة 24 مليون دولار لمركزين بحثيين متخصصين في العيوب القحفية الوجهية، لتعزيز الدراسات الأساسية والسريرية المتعلقة باستخدام الخلايا الجذعية في عمليات التجديد.

## آلية وعوامل مهمة
يمر التجديد القحفي الوجهي بعد إصابة أنسجة الوجه بسلسلة من المراحل المتتابعة، تبدأ باستجابة التهابية للإصابة، تليها عملية تكوين الأوعية الدموية (تولد الأوعية)، ثم تمايز الخلايا الجذعية الوسيطة (MSC differentiation). ويشمل ذلك أيضًا مراحل تجديد الأعصاب التي ترتبط ارتباطًا وثيقًا بعملية الشفاء.

### التهاب
الالتهاب هو استجابة فسيولوجية طبيعية بعد الإصابة، حيث يحدث اضطراب في النسيج الضام، خصوصًا في ألياف الكولاجين، لإفراز بروتينات ضرورية لبدء الشفاء. تجذب الخلايا الليمفاوية إلى موقع الإصابة عبر تحفيز السيتوكينات (cytokines)، وهي بروتينات تنظم الاستجابة المناعية وتلعب دورًا حيويًا في تنشيط تكوين الأوعية الدموية وتمايز الخلايا الجذعية الوسيطة إلى بانيات عظم (osteoblasts) تُساهم في تكوين عظام جديدة.
مع ذلك، يُعرف أن الالتهاب المزمن، الذي يشابه عملية الشيخوخة، يعيق تجديد العظام، ويظل الحد الأمثل للالتهاب اللازم لتجديد العظام موضوعًا غير مفهوم بشكل كامل.

### تولد الأوعية الدموية وعامل النمو البطاني الوعائي
```
تولد الأوعية هو نمو الأوعية الجديدة من الأوعية الدموية الموجودة مسبقًا، ويحدث بشكل سريع ومتشابك، ويساهم في استعادة الأنسجة والأعضاء. تتطلب هذه العملية إشارات خارج خلوية متعددة مثل السيتوكينات والبروتياز وعوامل النمو، كما تلعب بروتينات الإنتغرين (integrins) دورًا رئيسيًا كمستقبلات عبر الغشاء في تنظيم تكوين الأوعية، إذ يؤدي تثبيطها إلى تعطيل عملية التولد الوعائي.
[
19
]
[
20
]
```

يسمح تولد الأوعية بإمداد موقع التجديد بالأكسجين، والمواد المغذية، والخلايا الالتهابية، وسلفيات العظام (osteoprogenitors). كما أظهرت الدراسات الحيوانية أن تعزيز تكوين الأوعية يحسن من قدرة التجديد.
يلعب عامل النمو البطاني الوعائي (VEGF) دورًا مزدوجًا في هذه العملية: فهو يعزز تكاثر وهجرة الخلايا البطانية، وينشط تكوين العظام الجديدة. بالرغم من هذه المعرفة، فإن الآليات التفصيلية التي ينظم بها VEGF توازن العظام لا تزال قيد البحث.
في مسار التعظم الغشائي (intramembranous ossification) المسؤول عن تجديد العظام القحفية الوجهية، يُعد VEGF ضروريًا لتوجيه التمايز المباشر لسلفيات بانيات العظم، خلافًا لمسار التعظم الداخلي الغضروفي (endochondral ossification) الذي يشمل الغضروف الوسيط.

### الخلايا الجذعية الوسيطة
تشارك الخلايا الجذعية الوسيطة (MSCs) بشكل فعال في تكوين العظام جنبًا إلى جنب مع خلايا بانيات العظم. بالرغم من محدودية تمايز الخلايا الجذعية في البالغين، فإنها تظل مهمة لتجديد الأنسجة، وتتأثر بالبيئة الميكانيكية المحيطة، حيث يوضح قانون وولف أن إعادة تشكيل العظام يتم لتحمل الأحمال والتكيف معها.
يحدث تمايز الخلايا الجذعية داخل نخاع العظم، مدفوعًا بمزيج من العوامل المورفوجينية وعوامل النمو. في المختبر، يمكن تحفيز تمايز الخلايا الجذعية باستخدام مركبات مثل الديكساميثازون، الإيزوبوتيل ميثيل زانثين، الأنسولين، وروزيجليتازون (محفز مستقبلات PPAR-γ).
وقد أظهرت الدراسات الحيوانية أن الخلايا الجذعية قادرة على إعادة تكوين العظام عند زرعها في نماذج نقص المناعة.

### عملية الشفاء
تبدأ عملية الشفاء بتكوين جبهتين للتصلب في أطراف الجزء المصاب، وبينهما منطقة متوسطة تحتوي على خلايا ليفية وبانيات عظم غير ناضجة. تتكاثر الخلايا الليفية وتنتج من خلايا نخاع العظم ذات القدرة الليفية، وتبدأ العظام الجديدة في ملء الفجوة تدريجيًا، مع توسع الأوعية الدموية.

### تجديد العصب
يعد تلف الأعصاب من المضاعفات الشائعة بعد الإصابات أو الجراحات في المنطقة القحفية الوجهية، مما يؤثر على التعبيرات الوجهية والكلام. يجري استخدام تقنيات تطعيم الأعصاب الحديثة لتحسين سرعة ونجاح التعافي العصبي.
تؤكد الدراسات أن إجراء الجراحة المبكرة يمنع فقدان التعصب الناتج عن نقص التحفيز العصبي، وأن أكثر من نصف المرضى الذين تلقوا طعومًا عصبية يظهرون علامات على تجدد الأعصاب خلال 6 أشهر.

## النماذج التجريبية
النماذج التجريبية
تُدار جهود البحث في مجال التجديد القحفي الوجهي بشكل كبير من قِبل المعهد الوطني لأبحاث الأسنان والقحف الوجهي (NIDCR)، وهو جزء من المعاهد الوطنية للصحة في الولايات المتحدة. ففي عام 2017، خصص المعهد مبلغ 52 مليون دولار لأبحاث الطب التجديدي في هذا المجال، وذلك عبر مراحل البحث الأساسية والترجمية والسريرية .
تشمل هذه الأبحاث، دون أن تقتصر على، المجالات التالية:

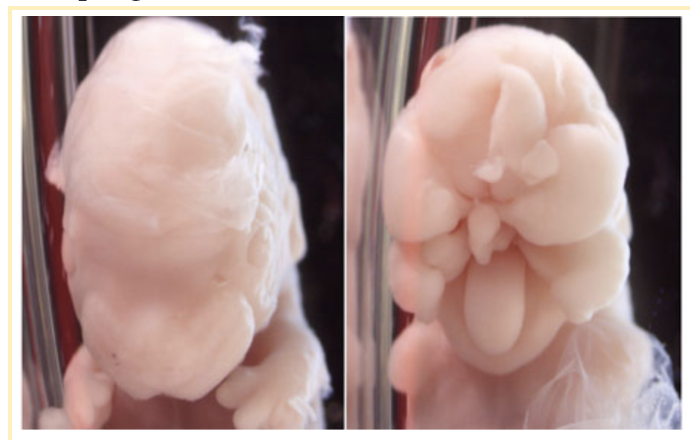
رصيد الصورة لمختبر بوتر في مستشفى سينسيناتي للأطفال. يصور المستوى الأيسر جنين فأر من النوع البري (طبيعي) ، والمستوى الأيمن هو فأر معدل وراثيًا يفتقر إلى الجين Sp8. استمر التطور الطبيعي في النوع البري ، لكن متحولة Sp8 تفتقر إلى بنية الوجه ومع ذلك قدمت لسانًا وفكًا سفليًا.

- هندسة الأوعية الدموية الدقيقة: تهدف إلى تحسين تصميم الأوعية الدموية التي تُغذي الأنسجة والخلايا العظمية المزروعة. فالهندسة الفعالة لهذه الأوعية ضرورية لتقليل الضغط على الهياكل القحفية الوجهية المزروعة حديثًا، ولضمان بقائها ووظيفتها الحيوية [32].
- تصميم غضروف أقوى: يتم إخضاع خلايا الغضروف في ظروف مخبرية قاسية لمحاكاة البيئة القحفية الوجهية المصابة، وذلك بغرض إنتاج نسيج غضروفي مشابه في القوة والمتانة للغضروف الطبيعي. هذا يُعد أمرًا حاسمًا في حالات إعادة بناء الغضروف القحفي الوجهي [33].
- عزل الخلايا الجذعية العظمية: يقوم الباحثون بتنقية خلايا جذعية عظمية قادرة على توليد نسيج عظمي في الجسم الحي، ويتم غالبًا عزل هذه الخلايا من الأنسجة الدهنية البشرية، وقد أظهرت نماذج حيوانية نجاح هذه التقنية في تحفيز نمو العظام [34].

الأدوات الوراثية والنماذج المعدلة وراثيًا :
يعتمد الباحثون أيضًا على أدوات جزيئية متقدمة لفهم التعافي القحفي الوجهي على المستوى الجيني. تشمل هذه الأدوات تقنيات مثل التسليخ الدقيق بالليزر والفرز الخلوي الفلوري (FACS)، والتي تُستخدم لتحليل أنواع الخلايا المتعددة المشاركة في نمو وتطور الهيكل القحفي الوجهي .
ويمكن أن يؤدي تحديد السمات الوراثية المهمة في نمو القحف والوجه إلى تطوير اختبارات جينية متقدمة. ومن الأساليب المستخدمة في ذلك التعديل الوراثي للكائنات الحية، بغرض دراسة وظائف جينات معينة. فعلى سبيل المثال، استخدم الباحثون تقنيات تعتمد على الحمض النووي الريبوزي المتداخل (RNA interference) لتعطيل تعبير جين Sp8، والذي يُعتقد أنه أساسي في تحسين ملامح الوجه.
عندما تم إجراء هذه التجربة على نموذج الفأر، أظهر الفأر فقدانًا كبيرًا في بنية الوجه، في حين بقي كل من اللسان والفك السفلي سليمين، مما يبرز الأثر الحاسم لهذا الجين في التكوين القحفي الوجهي .
تشكل هذه النماذج الحيوانية المعدّلة وراثيًا واحدة من الأدوات الأساسية لفهم التباينات في نمو الوجه والقحف، مما يتيح للعلماء تتبّع التطور الطبيعي واكتشاف الاختلالات المرتبطة بالعيوب الخلقية أو الإصابات.

## أسباب الإصابة القحفية الوجهية

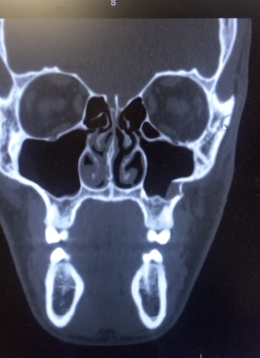
صورة شعاعية لوجه بشري بعد كسر في القوس الوجني

تُعد الإصابات القحفية الوجهية شائعة بشكل خاص لدى الشباب، وغالبًا ما تكون ناتجة عن حوادث السيارات، التي تُمثل نحو 22% من مجمل هذه الإصابات . يمكن أن تكون هذه الإصابات مهددة للحياة بسبب تلف الدماغ أو انسداد مجرى الهواء. وعند حدوث انسداد في مجرى الهواء نتيجة الإصابة، فإن الإجراء الأولي المعتاد هو التنبيب، أي إدخال أنبوب إلى القصبة الهوائية لتأمين التنفس، يليه تدخل جراحي طارئ في نحو 41% من الحالات .
تشمل التدخلات الإضافية التهوية الميكانيكية (65%)، ونقل الدم (28%)، وفغر الرغامي (22%). وغالبًا ما تترافق إصابات الرأس مع الإصابات القحفية الوجهية، وتظهر على شكل ورم دموي فوق الجافية أو تحته. وتشمل الكسور الشائعة في الجمجمة: العظم الجبهي (20.15%)، العظم الوتدي (11.63%)، الحجاج (13.18%)، والمركّب الغربالي الغربالي (13.18%)، وكثيرًا ما تكون مرتبطة بسيلان السائل الدماغي النخاعي عبر الأنف .
العلاج الجراحي المتبع عادةً للإصابات القحفية الشديدة يتضمن ثلاث مراحل: فتح الجمجمة على الفور، يتبعه إصلاح العظام المدارية الوجهية بعد حوالي 7 إلى 10 أيام، ثم ترميم عظام الجمجمة بعد مرور 6 أشهر تقريبًا .

### الاضطرابات الوراثية
تُعد متلازمة تريتشر كولينز، ومتلازمة الملائكة، ومتلازمة ستكلر من الاضطرابات الوراثية النادرة التي تسبب تشوهات قحفية وجهية. وتؤثر هذه الاضطرابات على الرأس، والوجه، والفم، وأحيانًا الرقبة، مما يؤدي إلى تأثيرات وظيفية وجمالية كبيرة. وقد تشمل هذه التأثيرات: اضطرابات تنفسية أثناء النوم، مشاكل فموية، وضعف في النطق .

#### متلازمة تريتشر كولينز

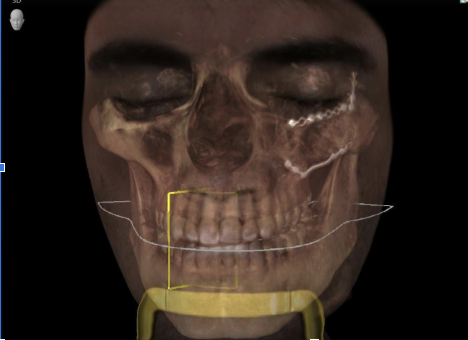
نفس المريض على النحو الوارد أعلاه. صورة متابعة 6 أشهر بعد الجراحة الترميمية. تم إدخال مسامير وألواح التيتانيوم للمساعدة في تثبيت العظام في مكانها.

تُعد متلازمة تريتشر كولينز اضطرابًا وراثيًا سائدًا نادرًا، وتظهر أعراضه غالبًا على شكل ميل في الشقوق الجفنية، ونقص في تنسج العظم الوجني، وقد يعاني المصابون من نقص في نمو الفك السفلي، أو الشفة الأرنبية، أو شذوذ الجفن السفلي، أو تشوهات الأذن الخارجية، أو انسداد القناة السمعية، وأحيانًا فقدان السمع . يتضمن العلاج مجموعة من الجراحات الترميمية للعين، الأذن، العظم الوجني، بالإضافة إلى علاجات تقويم الأسنان واستخدام المعينات السمعية.

#### الملائكة
تُعد متلازمة الملائكة اضطرابًا وراثيًا نادرًا يُسببه خلل في بروتينات محددة تؤدي إلى استبدال العظم بأنسجة ليفية. يُلاحظ لدى المصابين تضخم متوازن للفكين، وفي الحالات الشديدة، قد تتأثر أرضية الحجاج مسببة بروز العينين لأعلى. قد يعاني المرضى أيضًا من فقدان الأسنان أو تشوهها. تشمل العلاجات إزالة الأسنان، زراعة الأسنان، وإزالة النسيج الليفي الزائد داخل العظم .

#### متلازمة ستكلر
متلازمة ستكلر هي اضطراب وراثي في النسيج الضام يُعتقد أنه يؤثر على طفل من كل 7500. تشمل الأعراض: صغر الفك السفلي، نقص تنسج الفك العلوي، الشفة المشقوقة، فقدان السمع، تشوهات عضلية هيكلية، وأحيانًا مشكلات قلبية. يشمل العلاج المتابعة الدقيقة لتشوهات الهيكل العظمي، والتدخل المبكر لعلاج فقدان السمع، بالإضافة إلى الجراحات الترميمية حسب الحاجة .

### الجراحة
الإجراءات الجراحية القحفية الوجهية غالبًا ما تشمل أهدافًا وظيفية وجمالية في آن واحد. من بين العمليات الشائعة: عملية تجميل الأنف، التي تُجرى لأكثر من 220,000 حالة سنويًا. تهدف هذه الجراحة إلى تحسين مظهر الأنف الخارجي، وكذلك معالجة انسداد مجرى التنفس الأنفي. تبدأ الجراحة بعمل شق في عمود الأنف (columella)، ثم يُصحّح شكل الحاجز الأنفي أو طرف الأنف أو الكتلة الظهرية. وفي حال وجود انحراف في الحاجز الأنفي، يمكن تصحيحه أثناء العملية نفسها .
بعد الانتهاء، تُغلق الشقوق الجراحية وتُوضع دعائم للمحافظة على بنية الأنف أثناء الشفاء. وتُستخدم أيضًا الجراحات الترميمية بعد استئصال الأورام، حيث يقوم الجراحون بتصحيح العظام والأنسجة التي أُزيلت بسبب الورم. وقد تشمل هذه الإجراءات زراعة عظام من الحوض أو الأضلاع، أو استخدام صفائح ومسامير من التيتانيوم لتثبيت العظام المرممة .